# Veilleins
 Veilleins   es una población y comuna francesa, en la región de Centro, departamento de Loir y Cher, en el distrito de Romorantin-Lanthenay y cantón de Romorantin-Lanthenay-Nord.

## Demografía
| 330 | 273 | 227 | 185 | 190 | 180 | 141 |
| Para los censos de 1962 a 1999 la población legal corresponde a la población sin duplicidades (Fuente: INSEE [Consultar]) |     |     |     |     |     |     |